# SLAMF
SLAMF (Frans: Système de lutte anti-mines futur) of MMCM (Engels: Maritime Mine CounterMeasures) is een project gestart in 2012 tussen Frankrijk en het Verenigd Koninkrijk om nieuwe mijnenbestrijdingsvaartuigen te ontwikkelen. Op 19 oktober 2022 stapte Frankrijk uit de samenwerking en ging het verder met de bestaande samenwerking tussen Nederland en België.

## Ontwikkeling
Sinds 2012 zijn het Verenigd Koninkrijk en Frankrijk op zoek naar nieuwe mijnenbestrijdingsvaartuigen. In 2015 werd voor de werf Thales Group gekozen (die in samenwerking met ECA, L3Harris, Kongsberg en SAAB de schepen bouwt en voorziet van systemen en wapens).

#### Wapens en systemen
| Naam   | Beschrijving |
| ------ | --- |
| ROV I  | Remotely Operated Vehicle – Identification (ROV-I) is een apparaat dat met kabels aan het schip vastzit en ondertussen de bodem van de zee scant. (SAAB.) |
| SAMDIS | Een nieuw ontworpen sonar (ECA). (Ook gekozen voor de Vlissingenklasse.)                                                                                  |
| USV    | Unmanned Surface Vehicles (USV's): onbemande vaartuigen gebruikt voor verkenning                                                                          |
| UUV    | Unmanned Underwater Vehicles (UUV's): onbemande vaartuigen, die worden gebracht door USV's.                                                               |
| POC    | Portable Operational Centre (POC): commandocentrum om alle onbemande systemen aan te sturen.                                                              |

#### Frankrijk
Door vertraging in het project stapte Frankrijk in oktober 2022 definitief uit de samenwerking, hoewel daarvoor al gesprekken waren geweest tussen Nederland en België. De Franse Naval Group, die ook de Vlissingenklasse voor Nederland en België maakt, was op zoek naar een derde klant voor de schepen en gaf Frankrijk daarbij korting. De schepen die de Franse marine in gebruik zal nemen zullen in de basis op de Vlissingenklasse lijken maar zullen toevoegingen krijgen die meer op de eisen van de Franse marine zijn ingesteld.